# Festival Internacional de Cine de Venecia de 1996
La 53.ª edición del Festival Internacional de Cine de Venecia tuvo lugar entre el 28 de agosto y el 7 de septiembre de 1996.

## Jurados
Las siguientes personas fueron seleccionadas para formar parte del jurado de esta edición:
Sección oficial
- Roman Polanski (Presidente)
- Paul Auster
- Souleymane Cissé
- Mrinal Sen
- Callisto Cosulich
- Anjelica Huston
- Miriam Mifai
- Antonio Skármeta
- Hulya Ucansu

## Películas

### Selección oficial

#### En Competición
Las películas siguientes compitieron para el León de Oro:
| Título en España                | Título original                  | Director(es)       | País                                   |
| ------------------------------- | -------------------------------- | ------------------ | -------------------------------------- |
| Basquiat                        | Basquiat                         | Julian Schnabel    | Estados Unidos                         |
| Box of Moonlight                | Box of Moonlight                 | Tom DiCillo        | Estados Unidos                         |
| Brigands, chapitre VII          | Brigands, chapitre VII           | Otar Iosseliani    | Francia, Rusia, Italia, Suiza, Georgia |
| Buddha Bless America            | Tai Ping Tian Guo                | Wu Nien-jen        | Taiwán                                 |
| La canción de Carla             | Carla's Song                     | Ken Loach          | Reino Unido                            |
| Chronicle of a Disappearance    | Segell Ikhtifa                   | Elia Suleiman      | Israel, Palestina                      |
| Profundo carmesí                | Profundo carmesí                 | Arturo Ripstein    | México                                 |
| For Ever Mozart                 | For Ever Mozart                  | Jean-Luc Godard    | Francia, Suiza                         |
| El funeral                      | The Funeral                      | Abel Ferrara       | Estados Unidos                         |
| Ilona llega con la lluvia       | Ilona llega con la lluvia        | Sergio Cabrera     | Colombia, Italia, España               |
| Hommes, femmes, mode d'emploi   | Hommes, femmes, mode d'emploi    | Claude Lelouch     | Francia                                |
| Michael Collins                 | Michael Collins                  | Neil Jordan        | Estados Unidos                         |
| El ogro                         | Der Unhold                       | Volker Schlöndorff | Francia, Alemania, Reino Unido         |
| Party                           | Party                            | Manoel de Oliveira | Francia, Portugal                      |
| Ponette                         | Ponette                          | Jacques Doillon    | Francia                                |
| Pianese Nunzio, 14 años en mayo | Pianese Nunzio, 14 anni a maggio | Antonio Capuano    | Italia                                 |
| Vesna va veloce                 | Vesna va veloce                  | Carlo Mazzacurati  | Italia, Francia                        |

#### Fuera de competición
Las películas siguientes fueron seleccionadas para ser exhibidas fuera de competición:
Largometrajes
| Título en español            | Título original              | Director(es)      | País           |
| ---------------------------- | ---------------------------- | ----------------- | -------------- |
| Cronache del terzo millennio | Cronache del terzo millennio | Francesco Maselli | Italia         |
| Sleepers                     | Sleepers                     | Barry Levinson    | Estados Unidos |
| Shine                        | Shine                        | Scott Hicks       | Australia      |
| Retrato de una dama          | The Portrait of a Lady       | Jane Campion      | Reino Unido    |

#### Notti Veneziane
Las siguientes películas fueron exhibidas en la edición de Notti Veneziane:
| Título en España          | Título original   | Director(es)       | País                    |
| ------------------------- | ----------------- | ------------------ | ----------------------- |
| Bámbola                   | Bámbola           | Bigas Luna         | España, Italia, Francia |
| Lazos ardientes           | Bound             | Hermanas Wachowski | Estados Unidos          |
| Independence Day          | Independence Day  | Roland Emmerich    | Estados Unidos          |
| El último hombre          | Last Man Standing | Walter Hill        | Estados Unidos          |
| Mis dobles, mi mujer y yo | Multiplicity      | Harold Ramis       | Estados Unidos          |
| Szamanka                  | Szamanka          | Andrzej Zulawski   | Polonia                 |
| Fanático                  | The fan           | Tony Scott         | Estados Unidos          |
| Agárrame esos fantasmas   | The Frighteners   | Peter Jackson      | Australia               |
| True Blue                 | True Blue         | Ferdinand Fairfax  | Reino Unido             |

#### Finestra sulle Immagini
Las siguientes películas fueron exhibidas en la edición de Finestra sulle Immagini:
Largometrajes
| Título en España            | Título original                      | Director(es)                    | País           |
| --------------------------- | ------------------------------------ | ------------------------------- | -------------- |
| Warshot                     | Kriegsbilder                         | Heiner Stadler                  | Alemania       |
| De nieuwe moeder            | De nieuwe moeder                     | Paula van der Oest              | Países Bajos   |
| Escoriandoli                | Escoriandoli                         | Flavia Mastrella, Antonio Rezza | Italia         |
| Guy                         | Guy                                  | Michael Lindsay-Hogg            | Estados Unidos |
| The Games of Love           | La Comédie-Française ou L'amour joué | Frederick Wiseman               | Francia        |
| Hard Core Logo              | Hard Core Logo                       | Bruce McDonald                  | Canadá         |
| La edad de los posibles     | L'âge des possibles                  | Pascale Ferran                  | Francia        |
| Le polygraphe               | Le polygraphe                        | Robert Lepage                   | Canadá         |
| Amor y otras catástrofes    | Love and Other Catastrophes          | Emma-Kate Croghan               | Australia      |
| Méfie-toi de l'eau qui dort | Méfie-toi de l'eau qui dort          | Jacques Deschamps               | Francia        |
| Zone franche                | Zone franche                         | Paul Vecchiali                  | Francia        |

Mediometrajes
| Título original                          | Director(es)     | Duración | País    |
| ---------------------------------------- | ---------------- | -------- | ------- |
| L'altro sguardo                          | Rossella Ragazzi | 31'      | Italia  |
| Grand combat - La légende de Tapha Gueye | Philippe Bordas  | 55'      | Francia |

Cortometrajes
| Título original            | Director(es)                        | Duración | País          |
| -------------------------- | ----------------------------------- | -------- | ------------- |
| 5 Aprile                   | Matteo Pellegrini                   | 11'      | Italia        |
| Arrivano I sandali         | Daniele Cini                        | 9'       | Italia        |
| Baci proibiti              | Francesco Miccichè                  | 12'      | Italia        |
| El mokhtar                 | Khaled Ghorbal                      | 15'      | Francia       |
| Fantoosh                   | Morag McKinnon                      | 7'       | Reino Unido   |
| Fasten Your Seat Belt      | Mauro Balletti                      | 12'      | Italia        |
| Here I Sit                 | Alyson Bell                         | 8'       | Australia     |
| Il corpo del Che           | Antonio Petrocelli                  | 9'       | Italia        |
| La buona azione quotidiana | Cinzia Torrini                      | 9'       | Italia        |
| L'armadio                  | Daniele Falleri, Werther Germondari | 12'      | Italia        |
| Les marchés de Londres     | Mireille Dansereau                  | 24'      | Canadá        |
| Pact                       | Scott (IV) Patterson                | 10'      | Australia     |
| Scorpioni                  | Ago Panini                          | 10'      | Italia        |
| S.K. Ro Café               | Paolo Fiore Angelini                | 11'      | Italia        |
| Sputo                      | Umberto Marino                      | 20'      | Italia        |
| Sul mare luccica           | Paolo De Vita, Mimmo Mancini        | 4'       | Italia        |
| Temedy                     | Gahité Fofana                       | 10'      | Hungría       |
| Gli angeli                 | Roman Polanski                      | 10'      | Italia        |
| Blindgänger                | Thomas Woschitz                     | 25'      | Austria       |
| Die Frucht deines Leibes   | Barbara Albert                      | 27'      | Polonia       |
| Il pranzo onirico          | Eros Puglielli                      | 25'      | Italia        |
| O Tamaiti                  | Sima Urale                          | 15'      | Alemania      |
| Recon                      | Breck Eisner                        | 15'      | Alemania      |
| Sukariya Me'lsh Zar        | Ron Ofer                            | 13'      | Israel        |
| Two Bob Mermaid            | Darlene Johnson                     | 15'      | Australia     |
| Whistle she rolls          | Armagan Ballantyne                  | 13'      | Nueva Zelanda |
| Evolution                  | Simon Pummell                       | 5'       | Reino Unido   |
| Heart-ache                 | Simon Pummell                       | 6'       | Reino Unido   |
| I was born to love you     | Richard Heslop                      | 7'       | Reino Unido   |
| O                          | Nichola Bruce                       | 5'       | Reino Unido   |
| Outside In                 | Chris Rodley                        | 5'       | Reino Unido   |
| Return Trip                | Bernard Rudden                      | 7'       | Reino Unido   |

Animación
| Título original                      | Director(es)    | País           |
| ------------------------------------ | --------------- | -------------- |
| A Close Shave                        | Nick Park       | Reino Unido    |
| Ghost in the Shell                   | Mamoru Oshii    | Japón          |
| The Saint Inspector (corto)          | Mike Booth      | Reino Unido    |
| The Chicken From Outer Space (corto) | John Dilworth   | Estados Unidos |
| Your Name in Cellulite (corto)       | Gail Noonan     | Canadá         |
| Beroemde schilderijen (corto)        | Maarten Koopman | Países Bajos   |

### Secciones independientes

#### Corsia di sorpasso
Las películas siguientes fueron seleccionadas para la 10.ª Semana Internacional de la Crítica del Festival de Cine de Venecia:
| Título en España      | Título original     | Director(es)       | País            |
| --------------------- | ------------------- | ------------------ | --------------- |
| El vestido            | De Jurk             | Alex van Warmerdam | Países Bajos    |
| Relaciones íntimas    | Intimate Relations  | Philip Goodhew     | Canadá          |
| Fistful of Flies      | Fistful of Flies    | Monica Pellizzari  | Italia          |
| Kolya                 | Kolja               | Jan Sverák         | República Checa |
| Lea                   | Lea                 | Ivan Fíla          | República Checa |
| Alto voltaje          | Livers Ain't Cheap  | James Merendino    | Estados Unidos  |
| Ni d'Ève, ni d'Adam   | Ni d'Ève, ni d'Adam | Jean-Paul Civeyrac | Francia         |
| Swallowtail Butterfly | Suwarôteiru         | Shunji Iwai        | Japón           |
| Swingers              | Swingers            | Doug Liman         | Estados Unidos  |

#### Settimana del Cinema Italiano[9]
| Título original    | Director(es)     |
| ------------------ | ---------------- |
| Acquario           | Michele Sordillo |
| Albergo Roma       | Ugo Chiti        |
| I magi Randagi     | Sergio Citti     |
| Isotta             | Maurizio Fiume   |
| La fronteira       | Franco Giraldi   |
| La mia generazione | Wilma Labate     |
| Voci nel tempo     | Franco Piavoli   |

## Premios

### Sección oficial-Venecia 53
Las siguientes películas fueron premiadas en el festival:
- León de Oro a la mejor película: Michael Collins de Neil Jordan
- Premio especial del Jurado: Brigands, chapitre VII de Otar Iosseliani
- Copa Volpi al mejor actor: Liam Neeson por Michael Collins
- Copa Volpi a la mejor actriz: Victoire Thivisol por Ponette
- Copa Volpi al mejor actor de repartoː Chris Penn por El funeral
- Premio Osella al mejor guion: Paz Alicia Garciadiego por Profundo carmesí
- Premio Osella a la mejor BSO: Paz Alicia Garciadiego por Profundo carmesí
- Premio Osella a la mejor música: David Mansfield por Profundo carmesí
- León de Oro a la trayectoria: 
  - Robert Altman
  - Michèle Morgan
  - Vittorio Gassman
  - Dustin Hoffman
  - Alida Valli
- Medalla de oro del Presidente del Senado italiano: Ken Loach por La canción de Carla
- Premio Luigi de Laurentis: Chronicle of a Disappearance de Elia Suleiman

Mención honorificaː Jan Sverák por Kolya

### Otros premios
Las siguientes películas fueron premiadas en otros premios de la edición: 
- Premio FIPRESCI: 
  - De jurk de Alex van Warmerdam
  - L'âge des possibles de Pascale Ferran
  - Ponette de Jacques Doillon
- Premio OCIC: 
  - Ponette de Jacques Doillon
  - El funeral de Abel Ferrara

Mención especialː La porta del cielo
Mención honorificaː Ivan Fila por Lea
- Premio UNICEF: El ogro de Volker Schlöndorff
- Premio CICT-IFTC: Small Wonders de Allan Miller
- Premio Pasinetti:
  - Mejor película: Retrato de una dama de Jane Campion
  - Mejor actor: Fabrizio Bentivoglio por Pianese Nunzio, 14 años en mayo
  - Mejor actriz: Tereza Zajickova por Vesna va veloce
- Premio Pietro Bianchi: 
  - Roberto Perpignani
  - Carlo Lizzani
- Premio FEDIC: Voci nel tempo de Franco Piavoli
- Pequeño León de Oro: Hommes, femmes, mode d'emploi de Claude Lelouch
- Premio Elvira Notari: Fistful of Flies de Monica Pellizzari
- Premio Sergio Trasatti: Jacques Doillon por Ponette
- Premio CinemAvvenire: El invitado de invierno de Alan Rickman
  - Mejor película en la relación del hombre y la naturalezaː Méfie-toi de l'eau qui dort de Jacques Deschamps
  - Mejor ópera primaː Méfie-toi de l'eau qui dort de Jacques Deschamps
- Premio Kodak: Albergo Roma de Ugo Chiti
- Premio AIACA: Il fratello minore de Stefano Gigli